# Erick Avari

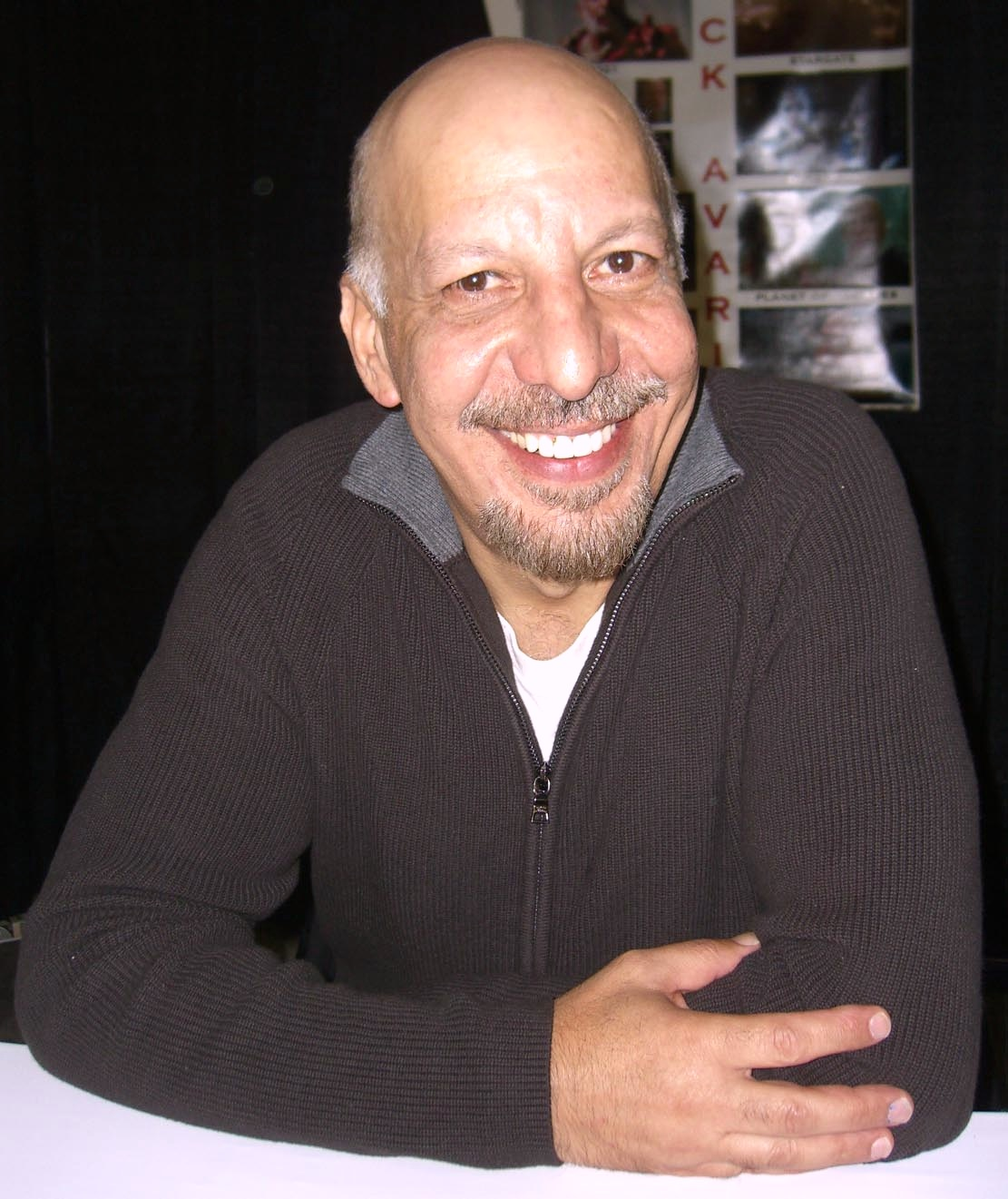
Erick Avari (2009)

Nari Erick Avari (* 13. April 1952 in Darjiling) ist ein indisch-amerikanischer Schauspieler.

## Leben
Geboren im indischen Darjiling wanderte Avari in die Vereinigten Staaten aus und begann eine Schauspielkarriere. Er spielte in zahlreichen erfolgreichen Filmen, oft in komischen Nebenrollen oder als eine Art „weiser Mann im Hintergrund“, so in Stargate, Die Mumie, Planet der Affen und Daredevil.
Auch als Seriendarsteller ist Avari sehr erfolgreich, unter anderem hat er Auftritte in drei Star-Trek-Serien (Next Generation, Deep Space Nine, Enterprise). Auch in Akte X, Heroes und Alias trat er auf. Er und Alexis Cruz sind die einzigen beiden Akteure, die sowohl im Stargate-Film als auch in der auf diesem basierenden Serie Stargate SG-1 auftraten.

## Filmografie (Auswahl)
- 1962: Kanchenjungha (কাঞ্চনজঙ্ঘা)
- 1984: Alles ist vergänglich (Nothing Lasts Forever)
- 1988: Bestie Krieg (The Beast)
- 1989: True Blue (Fernsehserie, Folge 1x01)
- 1989: Zurück aus dem Jenseits (She’s Back)
- 1990, 2003: Law & Order (Fernsehserie, 2 Folgen, verschiedene Rollen)
- 1991: Raumschiff Enterprise: Das nächste Jahrhundert (Star Trek: The Next Generation, Fernsehserie, Folge 5x07)
- 1992: Eiskalte Leidenschaft (Final Analysis)
- 1992: Der Prinz von Bel-Air (The Fresh Prince of Bel-Air, Fernsehserie, Folge 2x18)
- 1992: Allein mit der Angst (Treacherous Crossing, Fernsehfilm)
- 1992: Steinzeit Junior (Encino Man)
- 1993: Teenage Lolita – Verlockende Unschuld (Casualties of Love: The Long Island Lolita Story, Fernsehfilm)
- 1993: Miami Affairs (Scam, Fernsehfilm)
- 1994: Nightmare Lover (Dream Lover)
- 1993: Ein Concierge zum Verlieben (For Love or Money)
- 1994: Color of Night
- 1994: Stargate
- 1994: Don’t Drink the Water (Fernsehfilm)
- 1995: Star Trek: Deep Space Nine (Fernsehserie, Folge 3x15)
- 1996: Alf – Der Film (Project ALF, Fernsehfilm, Stimme)
- 1996: Independence Day
- 1996: Letzte Hoffnung! Das Blut meiner Schwester (To Face Her Past, Fernsehfilm)
- 1996: The Undercover Kid
- 1996: Mord ist ihr Hobby (Killerviren, Staffel 12, Folge 23)
- 1996: Babylon 5 (Tod eines Intriganten, Staffel 3, Folge 20)
- 1997: McHale’s Navy
- 1998–2000: Stargate – Kommando SG-1 (Stargate SG-1, Fernsehserie, 3 Folgen)
- 1999: Der 13te Krieger (The 13th Warrior)
- 1999: Die Mumie (The Mummy)
- 2000: The West Wing – Im Zentrum der Macht (The West Wing, Fernsehserie, Folge 1x11)
- 2001: Das Ritual – Im Bann des Bösen (Ritual)
- 2001: Planet der Affen (Planet of the Apes)
- 2001: The Glass House
- 2001: Star Trek: Enterprise (Fernsehserie, Folge 1x06)
- 2001: On Wings of Fire
- 2002: Akte X – Die unheimlichen Fälle des FBI (The X-Files, Fernsehserie, Folge 9x05)
- 2002: Kevin – Allein gegen alle (Home Alone 4, Fernsehfilm)
- 2002: Mr. Deeds
- 2002: Three Days of Rain
- 2002: Meister der Verwandlung (The Master of Disguise)
- 2003: Daredevil
- 2003: Polizeibericht Los Angeles (L.A. Dragnet, Fernsehserie, 9 Folgen)
- 2003: Alias – Die Agentin (Alias, Folge 3x08)
- 2003: Navy CIS (NCIS, Folge 1×08)
- 2003: Searching for Haizmann
- 2005: JAG – Im Auftrag der Ehre (JAG, Folge 10x15)
- 2005: Dancing in Twilight
- 2005: The L.A. Riot Spectacular
- 2006: O.C., California (The O.C., Fernsehserie, Folge 3x22)
- 2006: The Quest – Das Geheimnis der Königskammer (The Librarian – Return to King Solomn’s Mines, Fernsehfilm)
- 2006: Heroes (Fernsehserie, 3 Folgen)
- 2007: Criminal Intent – Verbrechen im Visier (Fernsehserie, 6x11)
- 2007: Plane Dead – Der Flug in den Tod (Plane Dead)
- 2007: Postal
- 2007: Der Krieg des Charlie Wilson (Charlie Wilson’s War)
- 2008: Burn Notice (Fernsehserie, 2 Folgen)
- 2008: AmericanEast
- 2009: Der Kaufhaus Cop (Paul Blart: Mall Cop)
- 2009: Hachiko – Eine wunderbare Freundschaft (Hachi: A Dog’s Tale)
- 2010: Castle (Fernsehserie, Folge 2x19 Der Fluch der Mumie)
- 2010: Human Target (Fernsehserie, Folge 1x11)
- 2011: Warehouse 13 (Fernsehserie, Folge 3x12)
- 2011: Lie to Me (Fernsehserie, Folge 2x19)
- 2011, 2014: Warehouse 13 (Fernsehserie, 3 Folgen)
- 2012: Navy CIS: L.A. (NCIS: Los Angeles, Fernsehserie, Folge 4x01)
- 2013: The Mentalist (Fernsehserie, Folge 5×15)
- 2014: Major Crimes (Fernsehserie, Folge 3x05)
- 2014: Scorpion (Fernsehserie, Folge 1x02)
- 2014: Grimm (Fernsehserie, Folge 4x06)
- 2014: Madam Secretary (Fernsehserie, Folge 1x15)
- 2015: The Brink: Die Welt am Abgrund (The Brink, Fernsehserie, 7 Folgen)
- seit 2019: The Chosen (Fernsehserie, Folge 1x01-08)

## Ludografie
- 1997: Zork: Der Großinquisitor (Zork: Grand Inquisitor)